# Die Sklavenkönigin
Die Sklavenkönigin (auch The Moon of Israel) ist ein österreichischer Monumentalfilm aus dem Jahr 1924. Regie führte Mihaly Kertész (später bekannt als Michael Curtiz). Das Drehbuch verfasste Ladislaus Vajda nach der Vorlage von Henry Rider Haggards Roman The Moon of Israel, welcher wiederum auf der biblischen Geschichte vom Auszug aus Ägypten basiert.
Gedreht wurde in Wien mit rund 5.000 Statisten in Studios der Sascha-Film sowie im Freien am Laaer Berg. Kinostart war am 24. Oktober 1924. Die restaurierte und vollständige Fassung des lange verschollenen Films wurde am 26. Februar 2005 im Wiener  Metro Kino erstmals aufgeführt.

## Handlung
Etwa im Jahr 1230 v. Chr. befinden sich die Israeliten in ägyptischer Sklaverei. In dieser schwierigen Zeit verliebt sich das jüdische Sklavenmädchen Merapi in Prinz Seti, den Sohn des Pharao Menapta. Diese unstandesgemäße Liebe führte zu zahlreichen Problemen, die jedoch gelöst werden können. Am Ende führt Mose sein Volk durch das Rote Meer und somit in die Freiheit.

## Produktion
Eine der herausragendsten Szenen ist die Teilung des Roten Meeres durch Mose (Hans Marr). Da zur selben Zeit das US-amerikanische Pendant Die zehn Gebote gedreht wurde, in dem ebenfalls das Rote Meer geteilt werden sollte, gab man sich in Wien aus Angst vor überlegener amerikanischer Tricktechnik besonders viel Mühe. Dank tricktechnischer Nachbearbeitung ist im Ergebnis die gigantische Holzkonstruktion, aus der von beiden Seiten auf einmal das gesamte Wasser ausgelassen wurde, nicht mehr zu erkennen. Die insgesamt 100 m³ ergossen sich in ein abgeschlossenes, acht mal acht Meter großes und einen Meter tiefes Holzbecken am Laaer Berg in Wien. Die Wasserwände beiderseits des Weges wurden aus Gips modelliert, was im Schwarzweißfilm täuschend echt aussah. Mit einer einzigen Aufnahme konnte nun sowohl die Teilung als auch die Wiederzusammenführung des Meeres dargestellt werden. Für Ersteres schnitt man die Aufnahmen der zusammenstürzenden Wassermassen einfach rückwärts in den Film.
Die Schauspieler wurden im Trockenen gefilmt und erst im Nachhinein dank tricktechnischer Nachbearbeitung vom „Meer“ überflutet. Als wenige Wochen nach der Sklavenkönigin auch der Konkurrenzfilm in die Kinos kam, war man überrascht, dass die Teilung des Meeres in der österreichischen Produktion merklich realistischer aussah, wie nicht nur die Wiener Kritik lobte. Selbst Kollegen aus Hollywood sollen den österreichischen Produzenten damals ihr Erstaunen bekundet haben, dass der Laaer Berg in dieser Hinsicht Hollywood übertrumpft hatte.
Der Direktor der Sascha-Film, Arnold Pressburger, stand dem Regisseur Michael Kertész als künstlerischer Oberleiter zur Seite. Regieassistent war Arthur Gottlein. Den Kameraleuten Max Nekut, Gustav Ucicky und Hans Theyer wurde mit Sascha Kolowrat-Krakowsky der Produzent des Films als technischer Oberleiter zur Seite gestellt.
Die Kosten für den Film sollen 1,5 Milliarden Kronen betragen haben. Die Summe wird zwar durch die konstant hohe Inflation bis Mitte der 1920er-Jahre relativiert, es ist aber dennoch einer der höchsten je für einen österreichischen Film aufgewendeten Beträge. Die Sascha-Film bekam von ihrer Hausbank nur noch Kredit, sofern Sascha Kolowrat-Krakowsky persönlich haftete. Der Grund hierfür lag neben den hohen Produktionskosten an sich auch an den wirtschaftlich riskanten Voraussetzungen – zahlreiche österreichische Filmproduktionsgesellschaften waren nach Jahren des Booms pleitegegangen. Mit der starken Konkurrenz aus dem Ausland, vor allem aus den Vereinigten Staaten, konnten die österreichischen Produktionsgesellschaften immer weniger konkurrieren. Die Inflation ging zudem zurück, wodurch österreichische Filme im Ausland wieder teurer wurden, nachdem der Filmexport bisher gerade wegen der schwachen Währung so floriert hatte. Zudem war die Blütezeit der Monumentalfilme allmählich vorbei – der Sensationswert der Massenszenen und luftig gekleideten Darstellerinnen nahm bereits ab.

### Ausstattung
Die Kulissen und Bauten stammten von Artur Berger und Emil Stepanek, die bereits Erfahrung mit Monumentalfilmen hatten. So waren sie in Sodom und Gomorrha mit seinem Turm zu Babel für das größte Filmbauwerk der österreichischen Filmgeschichte verantwortlich. Die Kostüme stammten mit Remigius Geyling ebenfalls von einem erfahrenen und fähigen Ausstatter. Die breite Masse der Schauspieler war zwar einfach kostümiert, doch die Palastbewohner sowie die Priesterschaft erhielten nach Originalvorbildern eine der phantasievollsten und interessantesten Kostümierungen der Stummfilmzeit.

## Hintergrund
Wie auch andere Filme zu dieser Zeit war Die Sklavenkönigin inspiriert durch die „Ägyptomanie“, die weltweit seit dem ersten Fund eines ungeplünderten Pharaonengrabes, jenem des ägyptischen Pharaos Tutenchamun, herrschte. Hauptdarstellerin war dieses Mal nicht die Frau des Regisseurs, wie es in den meisten vorangegangenen Filmen von Michael Kertész der Fall war. Da Lucy Doraine mittlerweile von ihm geschieden war, bekam mit María Corda ausgerechnet die Frau seines ebenfalls aus Ungarn stammenden „Konkurrenten“ Alexander Korda, der in diesen Jahren für die konkurrierende Vita-Film gleichfalls Monumentalfilme in Wien inszenierte, die Hauptrolle zugesprochen.
Die Filmpremiere fand am 24. Oktober 1924 im Eos-Kino statt, an welchem die Sascha-Film Beteiligungen hielt. Das Kino war zu diesem Anlass altägyptisch aufgemacht und mit Götterbildern und Kriegerstatuen verziert.

## Versionen
Der schwarzweiße, im 35-mm-Format gedrehte, 2300 Meter lange Stummfilm wurde 1932 von der Selenophon Licht- und Tonbildgesellschaft nachsynchronisiert; ohne Zwischentitel war er nur noch 2074 Meter lang.
2005 wurde der Film auf Basis eines Nitropositivs der englischen Fassung aus dem British Film Institute vom Filmarchiv Austria restauriert und umkopiert. Der Film liegt nun wieder in ausgezeichneter Qualität mit englischen Zwischentiteln vor, womit auch die Grundlage für die Rekonstruktion der deutschen Fassung geschaffen ist. Die Musik wurde vom österreichischen Stummfilmpianisten Gerhard Gruber neu eingespielt.

## Kritiken
„Im Vordergrund steht die großzügige und durchaus gelungene Aufmachung des Bildes, seine eindrucksvollen Massenszenen und die imposanten Bauten, welche von einer in jeder Hinsicht einwandfreien Photographie zur Geltung gebracht werden. Das Sujet ist dramatisch wirksam, mit vielen schönen Momenten, die Regieführung im Tempo nicht erlahmend.“

Eine weitere Kritik lieferten Paimann’s Filmlisten indirekt in der Ausgabe vom 11. September 1925 bei der Besprechung des US-amerikanischen Monumentalfilms Die zehn Gebote:

„Die technische Ausführung ist, besonders in den farbigen Szenen sehr zu loben, lediglich den Durchgang durch das Rote Meer haben wir in einem Wiener Film schon besser gesehen.“

“There is naturally much that is mindful of Cecil B. DeMille’s film The Ten Commandments in The Moon Of Israel, but Mr. Curtiz fortunately has no modern story to tack on to his Egyptian passages. This is an excellent production.”

## Diverses
Der führende österreichische Stummfilmpianist Gerhard Gruber begleitete am 22. April 2006 im Rahmen des „Austria – Japan Silent Film Duo Projects“ mit der japanischen Benshi Midori Sawato im Setagaya Art Museum Tokio Die Sklavenkönigin am Klavier. Es war dies sowohl Grubers erster Auftritt in Japan als auch die Premiere der restaurierten Version des Stummfilms in Japan.
Studioboss Jack L. Warner wurde durch diesen Film auf Mihaly Kertész aufmerksam und holte ihn 1926 nach Hollywood, wo sich Kertész bald in Michael Curtiz umbenannte und Karriere bei den Warner-Studios machte.